# Cesto dei tesori
Il cesto dei tesori è una tecnica ludica, sperimentata negli anni novanta da Elinor Goldschmied, una psicopedagogista britannica, e rivolto ai bambini di età compresa fra i 6 e i 10 mesi. In questo periodo, infatti, il livello di maturazione neuro-muscolare consente al bambino di mantenersi in posizione seduta senza sbilanciarsi; è inoltre in questo periodo che si sviluppa e si affina la prensione manuale che consente di afferrare oggetti di piccole dimensioni. Sarà solo dai 12 mesi che, generalmente, il bambino potrà muoversi velocemente in autonomia anche camminando; in questo senso, essendo ancora limitata la possibilità di raggiungere materialmente i moltissimi oggetti che vede nell'ambiente intorno a sé, un'attività da svolgere seduto risulta efficace per appagare la sua curiosità verso gli oggetti.

## Descrizione
Il cesto dei tesori consiste in un cesto di vimini o altro materiale naturale di circa 35 cm di diametro e circa 12 cm di altezza riempito con circa 60/100 oggetti vari che hanno la caratteristica di essere "non strutturati", sono cioè oggetti molto semplici fatti esclusivamente con materiali naturali: legno, metallo, gomma, carta, tessuto, pelle, pelo, cartone, corno ecc. Nella versione originale, sono banditi gli oggetti di plastica e qualunque oggetto di altro materiale sintetico.
Ai bambini, seduti di fronte al cesto viene lasciata massima libertà di esplorare gli oggetti che preferiscono, gli oggetti vengono afferrati, toccati, passati da una mano all'altra e portati alla bocca; esaurita l'esplorazione di un certo oggetto, il bambino ne sceglierà un altro.
Il ruolo dell'adulto in questo gioco è quello del mero osservatore, la sua presenza ha lo scopo di garantire serenità senza intervenire.
Durante il gioco col cesto dei tesori i bambini dimostrano una grande capacità di concentrazione, il gioco riesce a coinvolgerli per intervalli di tempo che, considerata l'età, sono sorprendenti.

## Contenuto
Gli oggetti contenuti nel cesto devono offrire la massima varietà di stimoli ai cinque sensi:
- al tatto attraverso la diversa consistenza, forma e peso degli oggetti,
- all'olfatto attraverso la varietà di odori dei materiali,
- al gusto, quest'ambito è più limitato ma i materiali offrono sapori diversi,
- all'udito attraverso i diversi rumori offerti dalla manipolazione degli oggetti,
- alla vista attraverso il colore, la forma, la lunghezza e la lucentezza degli oggetti,

A questo scopo nel cesto sono inseriti:
- oggetti di origine naturale: pigne, conchiglie, castagne, pietre di fiume, spugne naturali, gusci di noce di cocco,
- oggetti di materiali naturali: gomitoli di lana/cotone, sottopentola in paglia, pennelli da barba, spazzolino da denti, pettini in legno, spazzole in setole naturali
- oggetti di legno, sonaglini, mollette da bucato, anelli delle tende, cucchiai, portauova,
- oggetti di metallo, mazzi di chiavi, catenelle, fruste da cucina, pentolini, scatole dei sigari, coperchi dei vasetti di marmellata, piccole grattugie, formine per biscotti, tappo da vasca con catenella,
- oggetti in pelle, tessuto, gomma, pelo: piumino per cipria, pezzi di tubi di gomma, palla da tennis, borsette in pelle con cerniera, pacchettini ben cuciti di tessuto con lavanda, timo, chiodi di garofano, calzascarpe di osso.